# Sébastien Azzopardi
Pour les articles homonymes, voir Azzopardi.
 (avril 2017).
Si vous disposez d'ouvrages ou d'articles de référence ou si vous connaissez des sites web de qualité traitant du thème abordé ici, merci de compléter l'article en donnant les références utiles à sa vérifiabilité et en les liant à la section « Notes et références ».
Sébastien Azzopardi est un comédien, auteur, adaptateur, metteur en scène et producteur de spectacles né le 25 août 1975.
Également co-directeur du théâtre du Palais-Royal depuis 2013, il écrit la plupart du temps ses spectacles en collaboration avec Sacha Danino, un ami d'enfance.
Il est l'arrière-arrière-arrière-petit-fils de Sarah Bernhardt.

## Biographie
En 2002, Sébastien Azzopardi écrit et monte son premier spectacle, Les Classiques contre-attaquent, au Théâtre de la Huchette. C'est une adaptation des Fables de La Fontaine, de Gargantua de Rabelais et de Candide de Voltaire. Il joue aux côtés de Franck Desmedt. Ensuite, il écrit pour le théâtre du Palais Royal l'adaptation des Dix Petits Nègres d’Agatha Christie, Devinez qui ? et reçoit sa première nomination aux Molières (Meilleure adaptation en 2004).
En 2003, avec Elisa Sergent, il crée sa compagnie de théâtre : la Compagnie Sébastien Azzopardi, et monte Le Barbier de Séville de Beaumarchais au Théâtre des Cinq diamants, puis au Lucernaire, pendant 324 représentations. Puis vient Faisons un rêve de Sacha Guitry à la Comédie Bastille en 2005-2006, L'Éventail de Lady Windermere d'Oscar Wilde aux Bouffes Parisiens et au Théâtre 14 en 2006-2007, avec Geneviève Casile et Elisa Sergent - pièces suivies par Les Caprices de Marianne de Musset au Lucernaire, en 2009. Le spectacle L'Éventail de Lady Windermere a reçu cinq nominations aux Molières 2007, dont Meilleur spectacle du théâtre public.
En 2016, Le tour du monde en quatre-vingts jours fête sa 3 000e représentation au Splendid, après avoir été créé au Lucernaire (en mai 2006) et avoir été joué pendant cinq ans et demi au Café de la Gare. Une autre création d'Azzopardi et de Danino, Mission Florimont, a effectué une tournée des salles parisiennes avec plus de 1 000 représentations au total, au théâtre Tristan Bernard, puis au théâtre le Temple, puis au Théâtre Michel, au Splendid, puis enfin à la Comédie de Paris. Nommée aux Molières de la Meilleure pièce comique 2010, le Dernier coup de ciseaux est à l'affiche depuis 2011 du théâtre des Mathurins ; elle est jouée simultanément en tournée. Azzopardi reçoit pour cette pièce le Molière de la Meilleure comédie 2014.
Coup de théâtre(s), autre pièce du duo Azzopardi/Danino, se monte en juin 2014 à la Gaîté-Montparnasse : c'est un spectacle qui mêle tragédie antique et « musical » de Broadway, en passant par toutes les grandes époques théâtrales.
Enfin, depuis le 10 septembre 2015, il met en scène La Dame blanche au Théâtre du Palais-Royal, puis au Théâtre de la Renaissance depuis le 23 septembre 2016.

## Auteur
- Casimir mon cher amour, TBB, 1997
- Les Classiques contre-attaquent, Théâtre de la Huchette, 2001
- Devinez qui, d'après les Dix Petits Nègres d'Agatha Christie, 2003
- Le tour du monde en 80 jours d'après Jules Verne, écrit avec Sacha Danino, Lucernaire, Café de la Gare, Splendid, de 2006 à 2016.
- Puzzle de Woody Allen, d'après Second hand memory (auteur de l'adaptation), au théâtre du Palais-Royal, 2007
- Mission Florimont de Sébastien Azzopardi et Sacha Danino, Théâtre Tristan Bernard, Théatre Le Temple, Théâtre Michel, Splendid, Comédie de Paris, 2009-2012
- Dernier coup de ciseaux d'après Shear madness de Marilyn Abrams et Bruce Jordan (auteur de l'adaptation avec Sacha Danino), théâtre des Mathurins, depuis 2011
- Coup de théâtre(s) écrit avec Sacha Danino, Théâtre de la Gaité-Montparnasse, 2014
- La Dame blanche,  écrit avec Sacha Danino, Théâtre du Palais Royal, Théâtre de la Renaissance, depuis 2016
- L'embarras du choix écrit avec Sacha Danino, Théâtre de la Gaité-Montparnasse, 2020
- Ma version de l'histoire, Théâtre Michel, 2024

## Comédien
- 1996: Les portes claquent de Michel Fermaud, mise en scène de Gérard Savoisien, Tournée Barré
- 1997: Vacances de rêves de Francis Joffo, théâtre de la Michodière, Théâtre du Gymnase
- 1998 : Face à face de Francis Joffo, mise en scène de l'auteur, Théâtre du Palais-Royal
- 2000 : Le Jeu de l'amour et du hasard de Marivaux, mise en scène Catherine Brieux, Théâtre Les Cinq Diamants
- 2001 : Monsieur chasse ! de Georges Feydeau, mise en scène Jean-Luc Moreau, Théâtre du Palais-Royal
- 2002 : Les Classiques contre-attaquent de Sébastien Azzopardi, mise en scène de l'auteur, Théâtre de la Huchette
- 2003 : Le Barbier de Séville de Beaumarchais, mise en scène Sébastien Azzopardi, Théâtre Les Cinq Diamants
- 2005 : Le Barbier de Séville de Beaumarchais, mise en scène Sébastien Azzopardi, Théâtre du Lucernaire
- 2005 : Faisons un rêve de Sacha Guitry, mise en scène Sébastien Azzopardi, Comédie Bastille
- 2006 : L'Éventail de Lady Windermere d'Oscar Wilde, mise en scène Sébastien Azzopardi, Théâtre 14 Jean-Marie Serreau
- 2007 : L'Éventail de Lady Windermere d'Oscar Wilde, mise en scène Sébastien Azzopardi, Théâtre des Bouffes-Parisiens
- 2007 : Puzzle de Woody Allen, mise en scène Annick Blancheteau et Jean Mourière, Théâtre du Palais-Royal
- 2008 : Le tour du monde en 80 jours, mise en scène de Sébastien Azzopardi, Café de la Gare, Splendid
- 2009 : Les Caprices de Marianne d'Alfred de Musset, mise en scène Sébastien Azzopardi, Théâtre du Lucernaire
- 2009 : Mission Florimont de Sébastien Azzopardi et Sacha Danino, mise en scène Sébastien Azzopardi, Théâtre Tristan Bernard
- 2010 : Mission Florimont de Sébastien Azzopardi et Sacha Danino, mise en scène Sébastien Azzopardi, Théâtre Le Temple, Théâtre Michel
- 2012: Dernier coup de ciseaux, mise en scène Sébastien Azzopardi, Théâtre des Mathurins
- 2020: L'embarras du choix, mise en scène Sébastien Azzopardi, Théâtre de la Gaité-Montparnasse

## Metteur en scène
- 2002 : Les classiques contre-attaquent, Théâtre de la Huchette
- 2003 : Le Barbier de Séville de Beaumarchais, Théâtre Les Cinq Diamants, Théâtre du Lucernaire
- 2005 : Faisons un rêve de Sacha Guitry, Comédie Bastille
- 2006 : L'Éventail de Lady Windermere d'Oscar Wilde, Théâtre 14 Jean-Marie Serreau, Théâtre des Bouffes-Parisiens
- 2006 : Le Tour du monde en 80 jours de Jules Verne, Théâtre du Lucernaire, Café de la Gare, Splendid
- 2009 : Les Caprices de Marianne d'Alfred de Musset, Théâtre du Lucernaire
- 2009 : Mission Florimont de Sébastien Azzopardi et Sacha Danino, Théâtre Tristan Bernard, Temple, Théâtre Michel, Splendid, Comédie de Paris
- 2011 : Dernier coup de ciseaux de Marilyn Abrams, Bruce Jordan, Paul Pörtner, adaptation Sébastien Azzopardi et Sacha Danino, Théâtre des Mathurins
- 2014: Coup de théâtre(s) de Sébastien Azzopardi et Sacha Danino, Théâtre de la Gaité-Montparnasse[12]
- 2015: La Dame blanche, Théâtre du Palais Royal, Théâtre de la Renaissance[13]
- 2020: L'embarras du choix, Théâtre de la Gaité-Montparnasse[14]
- 2024 : Ma version de l'histoire, Théâtre Michel
- 2024 : ADN, de Caroline Ami et Flavie Péan, Théâtre Michel

## Nominations, prix et récompenses
- Molières 2004 : nomination au Molière de l'adaptateur d'une pièce étrangère pour Devinez qui ? d'après Dix Petits Nègres
- 2006 : prix Charles Oulmont (Spectacle) pour Le Tour du monde en 80 jours
- 2006 : nomination au Prix Raimu de la comédie pour la mise en scène du Tour du monde en 80 jours
- 2007 : prix du Public au Festival d'Anjou (Spectacle) pour Le Tour du monde en 80 jours
- Molières 2007 : nomination au Molière du théâtre public pour L'Éventail de Lady Windermere
- Molières 2010 : nomination au Molière du meilleur spectacle comique pour Mission Florimont
- Molières 2014 : prix de la Meilleure comédie pour Dernier coup de ciseaux
- Molières 2016 : nomination au Molière du metteur en scène de théâtre privé pour La Dame blanche